# 1. Rödelheimer FC 02
1. Rödelheimer FC 02 is een Duitse voetbalclub uit het Frankfurtse stadsdeel Rödelheim. 

## Geschiedenis
De club werd op 12 april 1902 opgericht als 1. Rödelheimer FC 02. De club sloot zich aan bij de Zuid-Duitse voetbalbond en nam in 1903 deel aan de Westmaincompetitie, een heuse competitie met twaalf teams. De club kreeg 80 goals om de oren en verloor alle elf wedstrijden. De volgende seizoenen speelde de club in lagere reeksen. In 1921 promoveerde de club weer naar de hoogste klasse toen de Maincompetitie werd ingevoerd. Deze bestond aanvankelijk uit vier reeksen en werd over twee seizoenen teruggebracht naar één reeks. Samen met 1. FC Germania 06 Rückingen eindigde de club vijfde, wat niet volstond om zich te kwalificeren voor het volgende seizoen. Na een fusie met FV Wacker 1910 Frankfurt nam de club de naam 1. Rödelheimer FC Wacker 02 aan. Zes jaar later werd de naam veranderd in VfL Rödelheim.
In 1943 promoveerde de club naar de Gauliga Hessen-Nassau en eindigde daar op een zevende plaats. De club kreeg een 2:9 pak slaag van Eintracht Frankfurt, maar versloeg wel vicekampioen 1. Hanauer FC 1893 met 4:1.
Na de Tweede Wereldoorlog werden alle Duitse clubs ontbonden. De club werd heropgericht als Kultur- und SG Rödelheim en nam in 1946 opnieuw de huidige naam aan. De club ging in de Landesliga spelen, toen tweede klasse en miste twee keer de promotie naar de Oberliga Süd. In 1948 promoveerde de club dan toch naar de Oberliga. Naast Eintracht en FSV Frankfurt was het nu de derde club van de stad, maar de club werd laatste en degradeerde. Regerend landskampioen 1. FC Nürnberg werd wel met 4:1 verslagen, de zwaarste nederlaag was 0:10 tegen Offenbacher FC Kickers. 
De club zakte op korte tijd naar de vierde klasse. Van 1972 tot 1977 speelde de club nog in de Gruppenliga (vierde klasse), maar zakte daarna weg in de anonimiteit.